# جهاز تذوق
حليمات التذوق هو جهاز إحساس لحاسة التذوق.

## ماهي حليمات التذوق
هي حليمات حسية مستقبلة على شكل برميل تتواجد على سطح اللسان على الطبقة العلوية منه بالتحديد.

## أهميتها
يحتاج الإنسان لطريقة من أجل تمييز الأطعمة الخطرة من الأطعمة الآمنة. حيث أننا نجد الذوق المر أو الحامض غير محبوب، بينما الطعم المالح أو الحلو تكون محبوبة للكثير منا. الأنواع الخمسة للذوق التي يستطيع جهاز التذوق تمييزها هي:
1. المالح
2. الحلو
3. الحامض
4. المر
5. الدهني

## آلية استشعار الطعام
يعتقد أن آلية استشعار الطعم المالح والحامض هي في اكتشاف مادة كلوريد الصوديوم في الفم، حيث أن كلوريد الصوديوم هي مادة هامة للعديد من الأحياء وخاصة الثدييات وذلك لأنها تلعب دوراً هاماً في إتزان أيونات وسوائل الجسم وخاصة في الكلى.
يعتبر الطعم المر غير محبباً للإنسان بشكل عام. وذلك بسبب تواجد جزيئات نتروجينية عضوية والتي لها تأثير دوائي على استطعام الإنسان للمر، بعض الأمثلة على هذه هو كافيين، نيكوتين، والتي تتواجد في القهوة أو السجائر.
يشير الطعم الحلو إلى وجود الكربوهيدرات، وعلى اعتبار أن الكربوهيدرات لها معدل حريرات عالي فهي مرغوبة لجسم الإنسان الذي يميل إلى الحصول على غذاء بكمية حريرات عالية وهذا يعود إلى غابر قديم الإنسان حيث أن الإنسان في ذلك الوقت لم يكن يعلم أي وقت سيحصل على الطعام وبالتالي متى سيكون موعد وجبته التالية.
يشير الطعم الدهني (أومامي) إلى وجود الأحماض الأمينية والتي تجذب سرور الإنسان في إشارة إلى تناول الببتيد والبروتين حيث أن الأحماض الأمينية تستخدم في جسم الإنسان في بناء الأعضاء والعضلات، وسوائل النقل (دم)، والأجسام المضادة والإنزيمات وغيرها من الجزيئات الحيوية العالية الأهمية.

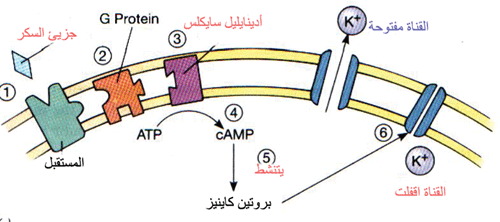
شرح آلية عمل حليمات التذوق في غشاء البلازما

## آلية عمل حليمات التذوق
المستقبلات الحسية هي بنية الجسم التي تقوم بتحويل الإثارة من شكل من أشكال الطاقة إلى شكل آخر.
يحدث الإحساس بالتذوق في الفم
حيث تقوم المادة المذابة بالارتباط بغشاء البلازما للمستقبلات الحسية التي تقوم بالتذوق باسم حليمات التذوق
والتي توجد على اللسان ومن ثم تنشط قناة G بروتين
وتبعاً لذلك يتنشط إنزيم محلقة الأدينيلات ويتحول الـ ثلاثي فوسفات الأدينوسين إلى cAMP ,
حيث يقوم cAMP بتفعيل البروتين كاينزيز protein kinase
وبهذا يقوم البروتين كاينيز بقفل قناة البوتاسيوم .

## أنواع حليمات التذوق
تم اكتشاف خمسة أنواع للحليمات الذوقية كل واحدة منها تختص بأحد الطعمات الخمسة،
الحلو، المر، المالح، الحامض والدهني،
ولكل نوع طريقة عمل خاصة من أجل استشعار الطعم الخاص به والتحويل إلى إشارة عصبية لنقلها إلى الدماغ

## أعصاب نقل الإشارات العصبية الصادرة من الحليمات
بواسطة ثلاثة أعصاب خاصة وهي :
1. العصب الوجهي (7) الذي ينقل الطعم من ثلثي اللسان الأمامي،
2. العصب التاسع glossopharyngeal nerve (9) الذي ينقل الطعم من الثلث الخلفي للسان،
3. العصب الحائر (10) الذي ينقل إشارة الذوق من خلف التجويف النطقي.